# Festivalbar 1993 (compilation)
Festivalbar 1993 è una compilation di brani musicali famosi nel 1993, pubblicata nell'estate di quell'anno in concomitanza con l'edizione omonima del Festivalbar. La compilation era divisa in due musicassette o CD ed era pubblicata dalla PolyGram su etichetta Mercury.

## Tracce

### Disco 1
1. Gianna Nannini e Jovanotti – Radio Baccano
2. Raf – Cannibali
3. Enrico Ruggeri – Bianca balena
4. Cristiano De André – Verrà il tempo
5. Biagio Antonacci – Prima di tutto
6. Angelo Branduardi – Forte
7. Loredana Bertè – Mi manchi
8. Gianni Morandi – Banane e lampone
9. Zucchero – Povero Cristo
10. Ron – A un passo dai miei sogni
11. Matia Bazar – Svegli nella notte
12. Luca Barbarossa – Vivo
13. Anna Oxa – Prendila così
14. Eugenio Finardi – Katia
15. Samuele Bersani – Chicco e Spillo
16. Brando – Bambina mia

### Disco 2
1. Sting – If I Ever Lose My Faith in You
2. Duran Duran – Ordinary World
3. Haddaway – What Is Love
4. Ace of Base – All That She Wants
5. Charles & Eddie – Would I Lie to You?
6. Snow – Informer
7. East 17 – West End Girls
8. New Order – Regret
9. Tears for Fears – Break It Down Again
10. Terence Trent D'Arby – Do You Love Me Like You Say
11. The Beloved – Sweet Harmony
12. Leila K – Open Sesame
13. 2 Unlimited – Tribal Dance
14. Dina Carroll – Special Kind of Love
15. Vernice – Su e giù
16. Nikki – Fammi quello che vuoi

## Classifiche

### Classifiche settimanali
| Classifica (1993) | Posizione massima |
| ----------------- | ----------------- |
| Italia            | 1                 |